# Regina Bernhoff
Regina Bernhardina Bernhoff, född 12 juni 1896 i Malmö, död 19 juni 1994 i Danderyds församling, Stockholms län, var en svensk psykiater. 
Efter studentexamen i Malmö 1916 blev Bernhoff medicine kandidat 1920 och medicine licentiat 1925. Hon var assistentläkare och t.f. underläkare vid Umeå lasaretts medicinska avdelning och tuberkulosavdelning 1924, t.f. provinsialläkare i Borrby distrikt 1925–26, extra läkare vid Helsingborgs hospital 1928 och extra läkare vid Malmö allmänna sjukhus sinnessjukavdelning 1929. Hon blev praktiserande läkare i Vänersborg 1927, i Falun 1929–31, t.f. andre läkare vid Sankt Lars sjukhus 1931–32, andre läkare och t.f. förste läkare där 1932–34, andre läkare vid Ryhovs sjukhus 1934–39, förste läkare vid Restads sjukhus 1939, t.f. förste läkare vid rättspsykiatriska avdelningen på Psykiatriska sjukhuset i Stockholm (Konradsberg) 1946 och ordinarie dito 1947.